# مكتب نانسين الدولي للاجئين

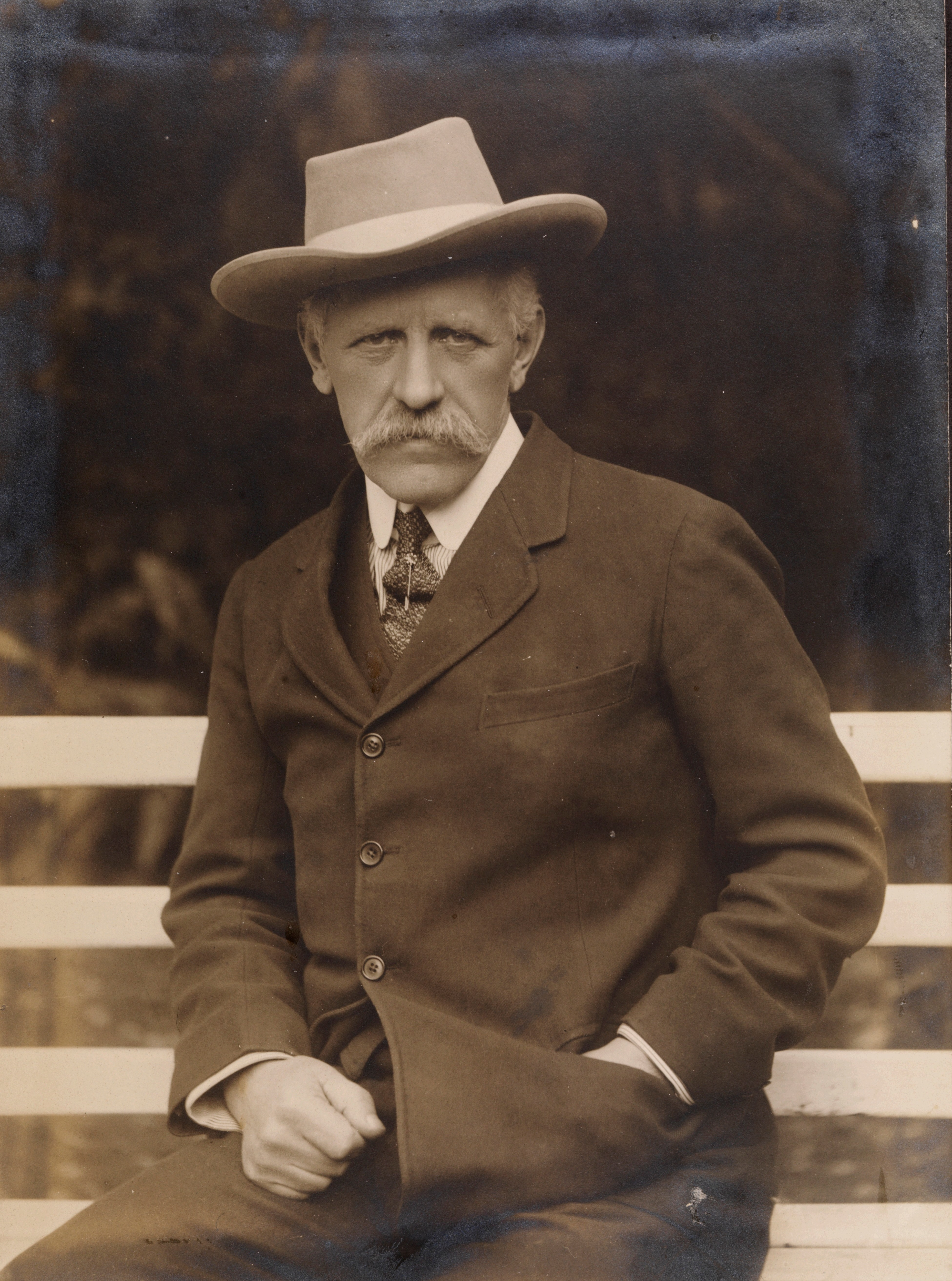
فريدجوف نانسن ، المفوض السامي لعصبة الأمم لأسرى الحرب واللاجئين ، خلال إقامته في صوفيا ، حيث ناقش المشاكل المتعلقة بتبادل أسرى الحرب واللاجئين.

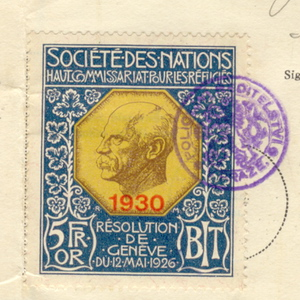
ختم في جواز سفر نانسن ،

مكتب نانسين الدولي للاجئين كان مكتب تابع لعصبة الأمم، وكان يتولى أمور اللجئين دوليا في مناطق الحروب ما بين عام 1930 و1939. كان مقره في جنيف بسويسرا، و حاز على جائزة نوبل للسلام في عام 1938.